# Antonio Fernández Prieto y Sotelo
Antonio Fernández Prieto y Sotelo. Moguer, siglo XVIII – Vejer de la Frontera 1771. Jurista e historiador. Fue miembro fundador de la Real Academia de la Historia.

## Biografía
Nacido en Moguer en la primera mitad del siglo XVIII, hijo de Francisco Fernández de Prieto y Sotelo, natural de Moguer, alférez mayor de ella y capitan comandante de Infantería del Regimiento de Utrera; y de Isabel Moñino de la Cruz, de Talavera de la Reina. 
En el año 1740 se casó con Juliana Faustina Pinquet en Chiclana de la Frontera, aunque ella murió años después en Niebla. Tuvieron  dos hijos, Pedro de Alcántara y Antonio. Posteriormente se volvió a casar con Mariana de León Garabito y Mendoza. 
En su juventud estudio Derecho en Roma. Luego fue abogado de los Reales Consejos y del Colegio de Madrid. Su obra Historia del Derecho Real de España del año 1738 lo dio a conocer. Escrita en el estilo barroco, tenía como objetivo ser un compendio de la historia legal de España, desde sus orígenes, hasta la época de Alfonso X el Sabio (siglo XIII).Esta obra le valió a Antonio Fernández Prieto y Sotelo su ingreso en la Real Academia de la Historia el 13 de agosto de 1736, siendo uno de sus primeros miembros. Entre sus aportaciones cabe destacar la elaboración de una “oración gratulatoria” y, en 1738, compuso un Informe donde se manifiesta a favor de seguir la “Cronología de los Setenta” para la formación de los anales y del “Diccionario Histórico de España”. También elaboró   Descripción de la Antigua Itálica (mayo de 1740); texto escrito en forma de carta describiendo el conjunto monumental y sus alrededores. Tras irse de Madrid, bajó su actividad en la Academia, por lo que en 1748 nombraron a Juan Ortiz de Amaya para sustituirle como numerario.
Posteriormente empezó a trabajar para los duques de Medina Sidonia, siendo nombrado Corregidor de Conil de la Frontera, el 7 de septiembre de 1744 hasta el 2 de octubre de 1750, y luego de Vejer de la Frontera, hasta 1755, donde fijó su residencia ejerciendo de “Tesorero recaudador de las Rentas y caudales y Hazienda” de los duques.